# Маратеа
Маратеа (італ. Maratea) — муніципалітет в Італії, у регіоні Базиліката,  провінція Потенца.
Маратеа розташована на відстані близько 350 км на південний схід від Рима, 75 км на південь від Потенци.
Населення — 5195 осіб (2014).

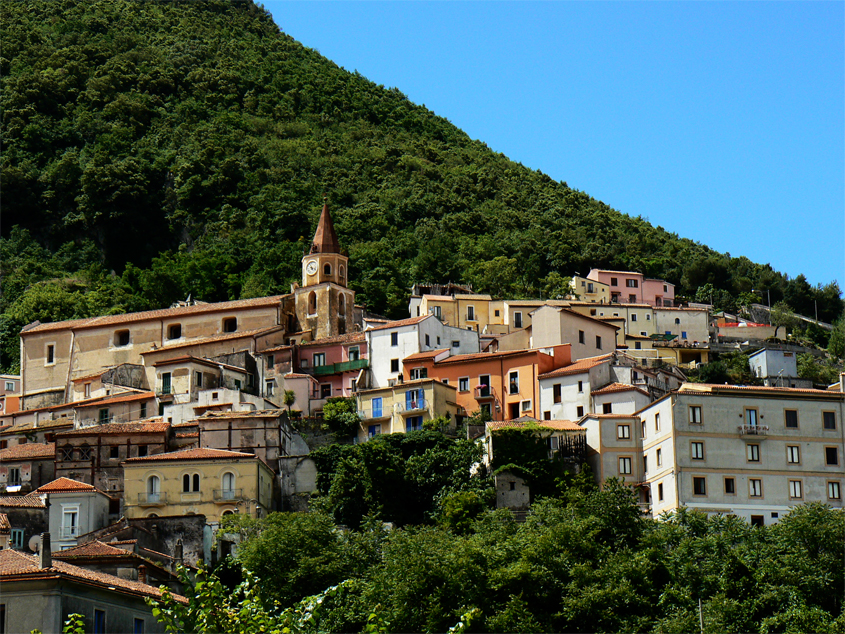

Щорічний фестиваль відбувається від першої суботи до другої неділі травня. Покровитель — святий Власій.

## Демографія
Населення за роками:

Станом на 1 січня 2023 року в муніципалітеті офіційно проживало 87 іноземців з 24 країн, серед них 41 громадянин країн Євросоюзу та 15 громадян України.

## Клімат
| MARATEA          | Місяці | Місяці | Місяці | Місяці | Місяці | Місяці | Місяці | Місяці | Місяці | Місяці | Місяці | Місяці | Пора | Пора | Пора | Пора | Рік  |
| MARATEA          | Січ    | Лют    | Бер    | Кві    | Тра    | Чер    | Лип    | Сер    | Вер    | Жов    | Лис    | Гру    | Зим  | Вес  | Літ  | Осі  | Рік  |
| ---------------- | ------ | ------ | ------ | ------ | ------ | ------ | ------ | ------ | ------ | ------ | ------ | ------ | ---- | ---- | ---- | ---- | ---- |
| Темп. макс. (°C) | 12.0   | 12.2   | 14.3   | 17.0   | 20.9   | 25.1   | 28.2   | 28.5   | 25.9   | 21.6   | 17.0   | 14.0   | 12.7 | 17.4 | 27.3 | 21.5 | 19.7 |
| Темп. мін. (°C)  | 5.4    | 5.3    | 7.0    | 8.9    | 12.2   | 15.7   | 18.2   | 18.2   | 16.2   | 12.8   | 9.6    | 7.0    | 5.9  | 9.4  | 17.4 | 12.9 | 11.4 |

## Сусідні муніципалітети
- Ривелло
- Сапрі
- Тортора
- Треккіна